# Лучшая ночь
«Лучшая ночь» — песня, написанная российской певицей МакSим и Дмитрием Комаровым. Была издана, как третий официальный сингл со второго студийного альбома исполнительницы «Мой рай».
Песня стала третьим официальным синглом с альбома и шестым в сумме за всю карьеру, достигшим первого места в радиочарте стран СНГ.

## Создание композиции и релиз
Песня была написана самой певицей, в соавторстве с её давним другом Дмитрием Комаровым, с которым она познакомилась, когда работала на казанском телеканале «Эфир». В пресс-релизах к альбому говорилось, что песня «Лучшая ночь» была написана МакSим, когда она возвращалась с гастролей домой рано утром. Композиция первоначально была написана о романтических отношениях и описывает историю о девушке, которая не может признаться в любви своему молодому человеку. Позже, в ходе своего второго гастрольного тура, на одном из выступлений в Москве, МакSим посвятила композицию своему будущему ребёнку:

Эту песню я посвящаю тому, что уже через какое-то время нельзя будет скрыть под гитарой.— МакSим
Песня стала первой балладой МакSим, исполненной под аккомпанемент гитары. Особую популярность композиции прибавило то, что в клипе на неё певица появилась беременной, в тот момент, когда никто точно не знал, правда ли это.
Через некоторое время после выпуска альбомной версии сингла, на радио был издан ремикс песни, под названием «Лучшая ночь (DJ Шевцов & Hard Rock Sofa Radio Mix)», который имел успех в эфире танцевальных радиостанций.
МакSим исполняла песню в ходе своего второго концертного тура, аккомпанируя себе на гитаре самостоятельно.

## Музыка и лирика
«Лучшая ночь» — это «искренне-смущённая» поп-баллада, которая, по утверждениям Гуру Кена, музыкально продолжает традиции первого альбома и «чудесным парадоксальным образом вдруг отсылает к лучшим балладам Виктора Цоя». По утверждениям самой МакSим, данная песня — это «положенная на музыку романтичная история о девушке, которая не решается признаться в своих чувствах молодому человеку». По мнению критика Сергея Соседова, строчка песни «Я к нему на встречу пешком из дома сонного прочь…» навеяна песней Татьяны Снежиной «Позови меня с собой»

## Видеоклип
Клип появился 30 октября 2008 года. Режиссёр клипа — Денис Соломович.
Клип снимался в студии, в Москве. По большей части он состоит из материала, снимавшегося во время всего творчества певицы. После выхода клипа подтверждается информация о беременности МакSим. Как говорила пиар-менеджер певицы, Ксения Ваушева: 

В этом клипе раскрывается значение словосочетания „лучшая ночь“ в понимании самой МакSим.— Ксения Ваушева
По состоянию на июнь 2018 года, на официальном канале YouTube видео было просмотрено более 8,9 млн раз.

## Список композиций
- Радиосингл[11]

| №  | Название                                             | Автор(ы)         | Длительность |
| -- | ---------------------------------------------------- | ---------------- | ------------ |
| 1. | «Лучшая ночь»                                        | Марина Максимова | 3:48         |
| 2. | «Лучшая ночь» (DJ Шевцов & Hard Rock Sofa Radio Mix) | Марина Максимова | 3:23         |

## Чарты
Песня является лучшим синглом МакSим на сегодняшний день. Добравшись до первого места в радиочарте стран СНГ, песня оставалась на нём семь недель.
Также песня заняла 46 позицию в чарте European Hot 100.

| Страна/территория (Чарт)           | Высшая позиция |
| ---------------------------------- | -------------- |
| Tophit Общий Топ-100               | 1              |
| Tophit Топ-100 по заявкам          | 5              |
| Tophit Российский Топ-100          | 296            |
| Tophit Московский Топ-100          | 2              |
| Tophit Санкт-Петербургский Топ-100 | 1              |
| Tophit Киевский Топ-100            | 13             |
| European Hot 100                   | 46             |
| Золотой граммофон                  | 1              |

| Страна/территория (Чарт)           | Высшая позиция |
| ---------------------------------- | -------------- |
| Tophit Общий Топ-100               | 1              |
| Tophit Московский Топ-100          | 2              |
| Tophit Санкт-Петербургский Топ-100 | 2              |
| Tophit Киевский Топ-100            | 14             |

### Годовые чарты
| Страна/территория (Чарт)           | Высшая позиция |
| ---------------------------------- | -------------- |
| Tophit Общий Топ-200               | 58             |
| Tophit Общий Топ-200 (рус.)        | 26             |
| Tophit Топ-200 по заявкам          | 53             |
| Tophit Московский Топ-200          | 76             |
| Tophit Санкт-Петербургский Топ-200 | 111            |

## Награды
- 2009 год — диплом «Песни года».

## Участники записи
- МакSим — продюсер, вокал, бэк-вокал
- Анатолий Стельмачёнок — аранжировка
- Евгений Модестов — гитара
- Кирилл Антоненко — клавишные